# Schloss Dilborn

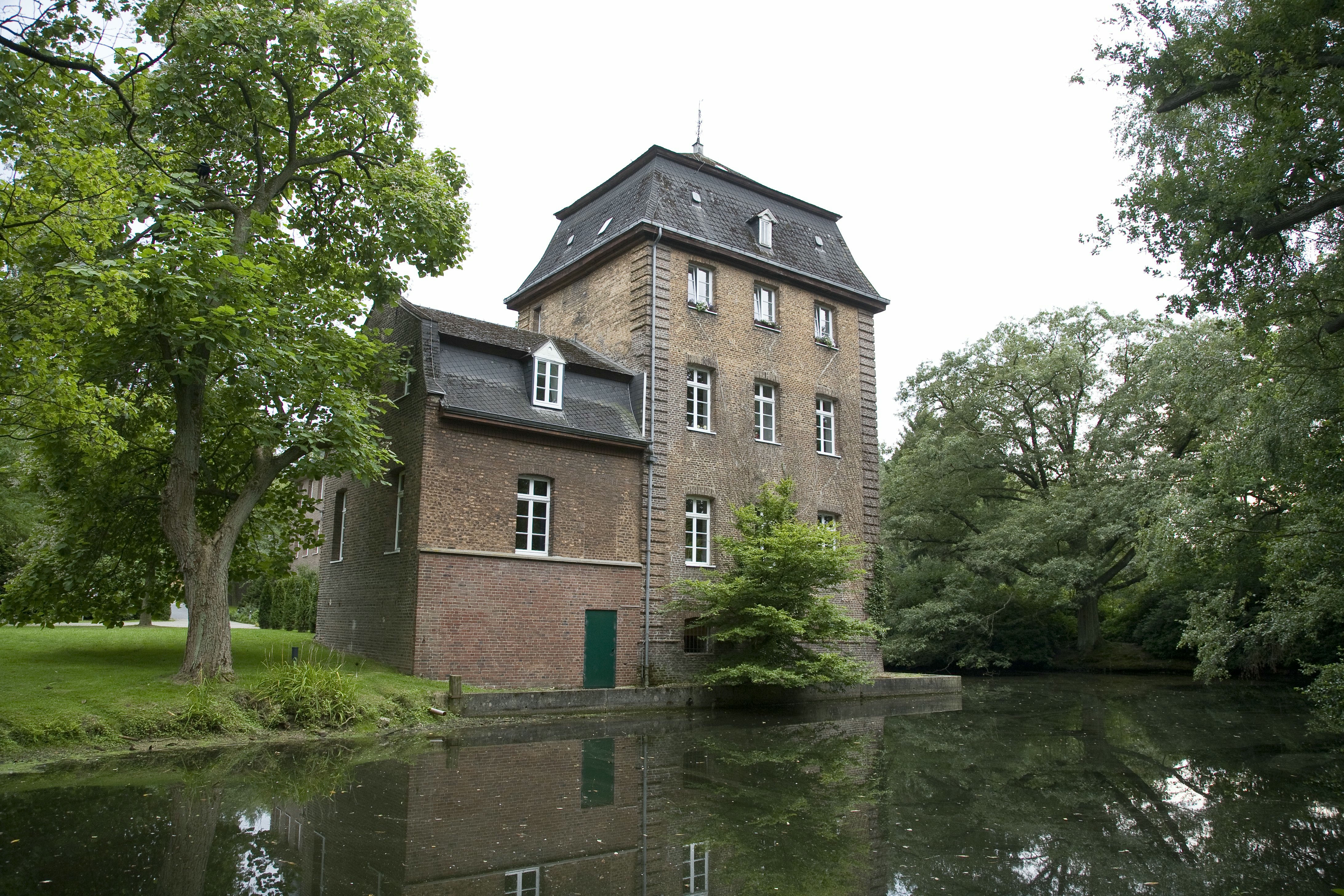
Schloss Dilborn

Schloss Dilborn ist ein ehemaliges Wasserschloss am Ufer der Schwalm und gehört zur Gemeinde Brüggen am linken Niederrhein in Nordrhein-Westfalen.

## Geschichte

### Die Anfänge
Erbaut wurde der Vorläufer des Wasserschloss’ Dilborn vermutlich um 1200 auf einer Motte.

### 13.–18. Jahrhundert
Dilborn (= „Quelle in einer Senke/Delle“) war seit Beginn des 13. Jahrhunderts Lehen des Herzogs Eduard von Geldern an die Herren Seger von Swalmen. Erstmals urkundlich erwähnt wurde es im Jahre 1363 als ebendieses Lehen. Zwischen 1583 und 1854 blieb es in der Hand der untereinander verwandten Familien von Elmpt und Geloes, die zum maasländisch-rheinischen Adel gehörten. Nach dem Bau des Ostflügels 1583 stockten für fast drei Jahrhunderte jegliche Investitionen, unabhängig von wechselnden Eigentümern. Nach der Familie von Geloes waren das zuerst die Familien von Hoesch, dann die Reichsgrafen von Hallberg im Jahre 1784. Während ihrer Eigentümerschaft rächten sich die lang anhaltenden Substanzverluste erstmals: Der marode gewordene Ostflügel musste abgebrochen werden.

### 19. Jahrhundert
Nach kleineren Investitionen im ersten Drittel des 19. Jahrhunderts begann 1854 mit dem Verkauf des Wasserschlosses an Reichsgraf Julius von Schaesberg für Dilborn eine Epoche der Stabilisierung. Der Reichsgraf ließ neugotische Schlosskapelle im Schlossteich errichten, der Garten und Park wurden völlig neu gestaltet und zusätzlich wurde eine neue Ökonomie südlich der Zufahrtsstraße gebaut.

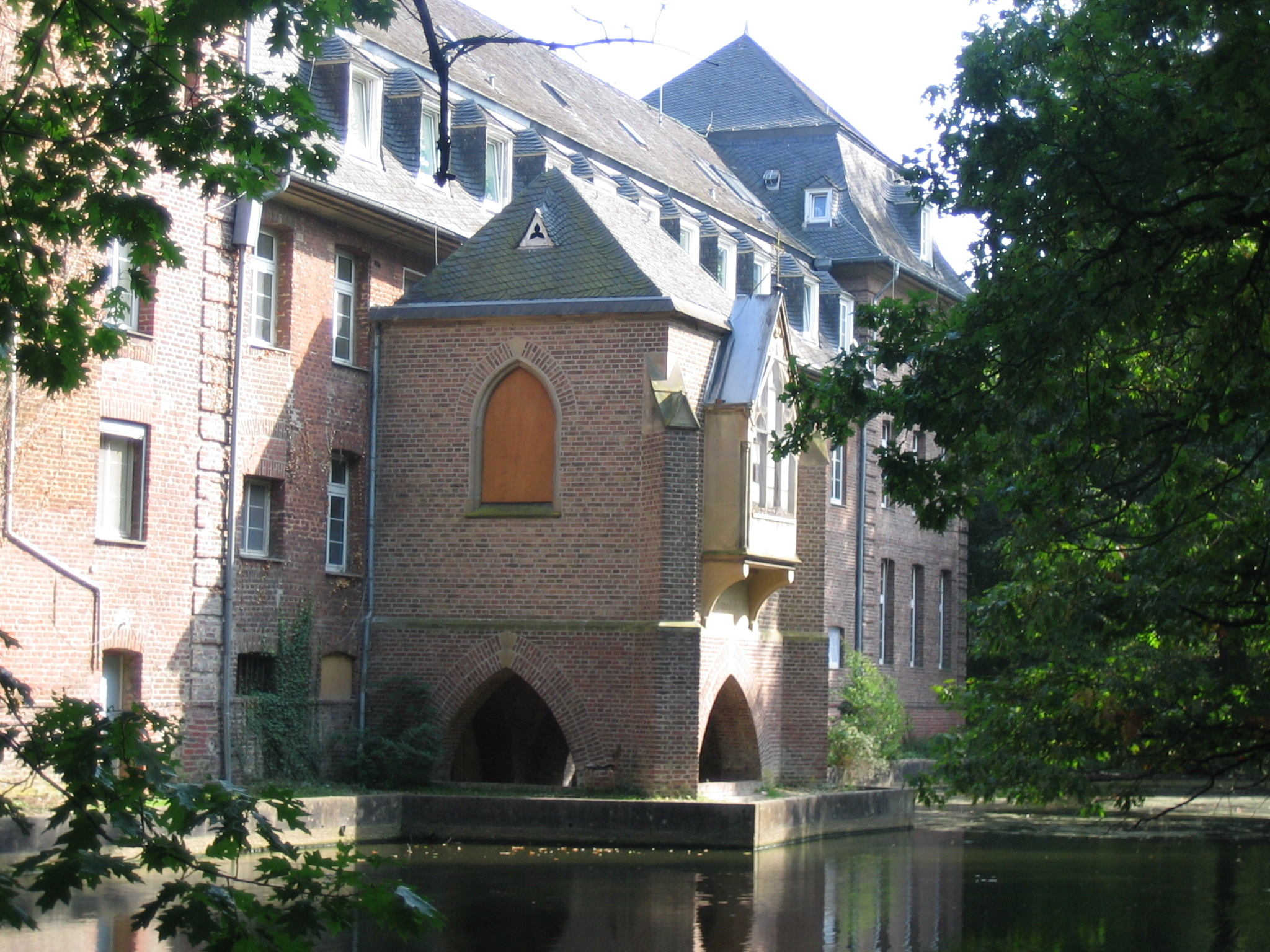
Das Schloss Dilborn im Jahre 2006

### 20. Jahrhundert
1910 verkaufte der Reichsgraf Julius von Schaesberg-Tannheim das Schloss an die gräflich Westerholtsche Verwaltung des Grafen Karl Theodor Eugen von Westerholt-Gysenberg, um den Wiederaufbau seines Stammsitzes Schloss Krickenbeck zu finanzieren. Ab diesem Zeitpunkt gab es keine Investitionen in den Erhalt des Schlosses. Dilborn wurde teilweise als landwirtschaftliches Gut verpachtet, teilweise an mehrere Parteien für Wohnzwecke vermietet. Das Künstlerehepaar Marie von Malachowski und Heinrich Nauen wohnte und arbeitete von 1911 bis 1931 auf Dilborn; sie zählten zu den bedeutendsten Vertretern des Rheinischen Expressionismus.
1940 wurde das Schloss von der nationalsozialistischen Regierung beschlagnahmt. Ab April errichtete der Reichsarbeitsdienst dort ein Lager für „weibliche Arbeitspflichtige“. Ende 1944 wurde das Lager wahrscheinlich im Zuge der Zwangsevakuierung von Brüggen aufgelöst. Genaue Aufzeichnungen hierzu existieren nicht; die letzten Verwaltungsbelege sind auf November 1944 datiert.

### Nach 1945
Unmittelbar nach dem Zweiten Weltkrieg zogen die Dernbacher Schwestern mit 240 Waisenkindern in die erhaltenen Gebäudeteile. Der zuständige Graf Westerholt-Ahrensfeld stellte dem Kinderheim das Schloss zunächst für 10 Jahre zur Verfügung und gab eine Option auf den Verkauf. Zum Zeitpunkt des Einzugs befand sich das Schloss in einem katastrophalen Zustand: „Kein Strom, kein fließendes Wasser, keine Heizung und sämtliche Räume waren mit übelriechendem Stroh bedeckt.“ 
1947 kaufte die Genossenschaft der ADJC (Arme Dienstmägde Jesu Christi) das Schloss mit allen Nebengebäuden und ca. 15 ha Land. Es wurde allerdings nur ein vorläufiger Kaufvertrag geschlossen, da der Besitz noch geschätzt werden musste. Erst 1952 wurde der Kauf mit einer Vergleichssumme von 100.000 DM abgeschlossen.
Das Schloss wurde für eine Nutzung als Kinderheim umgebaut, wobei die Stadt Mönchengladbach Hilfestellungen gab. Der Südturm und der südliche Mitteltrakt wurden wegen Baufälligkeit bis in die Fundamente abgebrochen und ein „bildgerechter“ Neubau errichtet. Auch die Ökonomie erhielt eine neue Zweckbestimmung. 1952 begann man mit dem Neubau des Kinderheimes auf dem Grundstück des Schlosses, 1953/54 konnten alle Kinder umziehen. Nach dem vollständigen Neubau des Schlosses befanden sich hier die Schulräume und der Festsaal des Kinderheimes.

### Ab 2000
Ende 2007 wurde das Schloss Dilborn an den in Düsseldorf lebenden Schweizer Architekten Auguste Triet verkauft. Triet, Geschäftsführer der Firma TBP Generalplaner, nutzt einen Teil des Schlosses u. a. privat, Teile des Schlosses wurden renoviert. 
Die Räumlichkeiten im Erdgeschoss werden seit dem Jahr 2003 vom Kulturforum Schloss Dilborn unter der Leitung von Hermann Schröder genutzt. Die Kleinkunstbühne für Kabarett, Musik und Theater verfügt über knapp 200 Sitzplätze. 
Von 2006 bis 2017 spielte im Kultursaal des Schlosses regelmäßig das Niederrhein Theater. Dort wurden jedes Jahr Theaterstücke für Kinder und Erwachsene inszeniert, hatten im Schloss Premiere und gingen von hier aus auf Tournee.

## Missbrauch und Aufklärung
In den ersten Jahrzehnten des zwanzigsten Jahrhunderts war Dilborn ein „klassisches“ Waisenhaus und wurde im Zusammenhang mit der Misshandlung von Kindern genannt.

„Auch im Kinderheim Schloss Dilborn bei Brüggen, in dem die „Bräute Jesu Christi“ von der „Ordensgemeinschaft der Armen Dienstmägde Jesu Christi“ viele Jahre beschäftigt waren, sollen junge Menschen in den 60er und 70er Jahren zum Teil schwerst misshandelt worden sein.“

Inzwischen setzt „Alexianer - ViaNobis Jugendhilfe“ die Arbeit in neuer Rechtsform und mit aktualisierter sozialer Ausrichtung im Kinderheim fort.